# Grupo montañoso Făgăraș
El grupo montañoso Făgăraș es un subgrupo de montañas en los Cárpatos del Sur. Recibe su nombre de la más alta de las montañas del grupo, los montes Făgăraș.

## Límites
El grupo Făgăraș está limitado:
- en el oeste, por el río Olt
- en el este, por el Pasaje Rucăr-Bran y el río Dâmbovița

## Montañas
- Montañas Făgăraș ( Munții Făgărașului )
- Montañas Iezer ( Munții Iezer ; literalmente: Montañas del Lago Profundo )
- Montañas Cozia ( Munții Cozia )